# Richard C. Macke

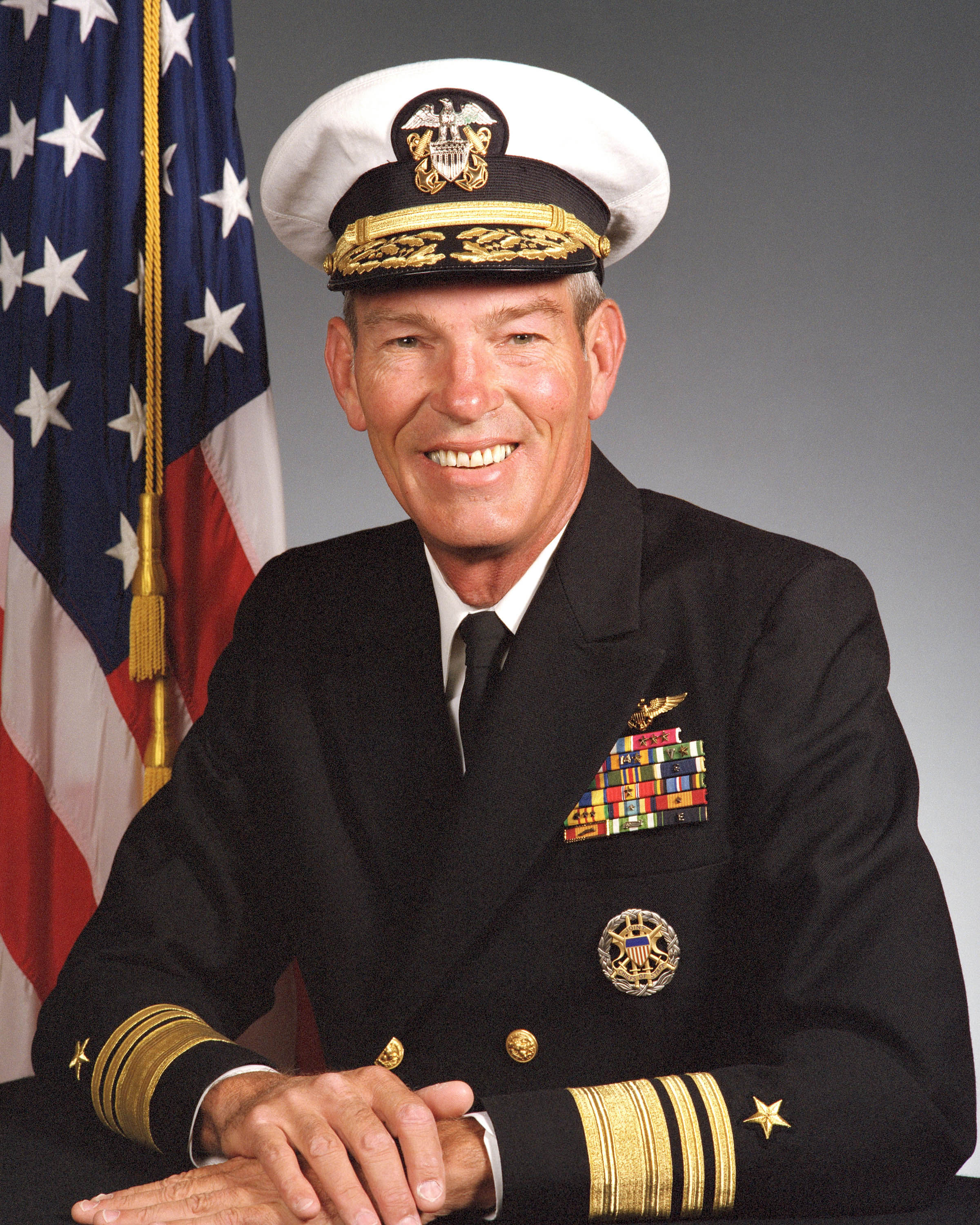
Admiral Macke 1991

Richard C. Macke (* 4. Januar 1938 in Freeport, Illinois; † 7. Dezember 2022 in Honolulu) war Admiral der United States Navy. Vom 19. Juli 1994 bis zum 31. Januar 1996 war er Befehlshaber des United States Pacific Command, als er wegen Bemerkungen zu einem Vergewaltigungsfall durch amerikanische Soldaten auf Okinawa zurücktreten musste. Später war er an dem Zusammenstoß der Greeneville mit der Ehime Maru beteiligt.

## Leben
Macke schloss 1960 die United States Naval Academy ab und wurde 1961 zum Marineflieger ernannt. Er war daraufhin Douglas A-4-Pilot auf dem Flugzeugträger Midway.
1965 wurde er für die Arbeit am Naval Air Test Center ausgewählt. 1970 graduierte er an der Naval Postgraduate School. 1971 wurde er kommandierender Offizier über eine Flugstaffel der Independence auf dem Naval Air Station Cecil Field.